# هاراس دامار
هاراس دامار یک کوه، آتشفشان و میدان آتشفشانی در یمن است که در Dhamar Governorate واقع شده‌است. هاراس دامار ۳٬۵۰۰ متر بالاتر از سطح دریا واقع شده‌است.